# Williams Lake (Williams Lake River)
Der Williams Lake ist ein 6,874 km² großer See im Cariboo Regional District der kanadischen Provinz British Columbia.

## Lage
Der 565 m hoch gelegene See befindet sich auf dem Interior Plateau östlich des Fraser River zwischen 100 Mile House und Quesnel. Der See besitzt eine Längsausdehnung in Ost-West-Richtung von 7,2 km sowie eine maximale Breite von etwa 1100 m. Die maximale Seetiefe beträgt 24,1 mm, die mittlere Tiefe liegt bei 12,2 m. Das Einzugsgebiet des Williams Lake beträgt 2240 km². Am westlichen Seeende befindet sich die Kleinstadt Williams Lake. Der San Jose River fließt vom 38 km südöstlich gelegenen See Lac la Hache zum östlichen Ende des Williams Lake. Seine Mündung bildet infolge der abgelagerten Sedimente eine Landzunge in den See. Der 18 km lange Williams Lake River entwässert den Williams Lake an dessen westlichem Ende zum Fraser River. Der British Columbia Highway 97 (Cariboo Highway) verläuft entlang dem nördlichen Seeufer.